# Гроапа Радаиј (Муреш)
Гроапа Радаиј (рум. Groapa Rădăii) насеље је у Румунији у округу Муреш у општини Михешу де Кампије. Oпштина се налази на надморској висини од 343 m.

## Становништво
Према подацима из 2002. године у насељу је живело 46 становника, од којих су сви румунске националности.